# Копрен
Копрен је врх на Старој планини (1963m) а уједно и мања морфолошка средина. Ова целина је заштићена законом 1985. године и станиште је биљке Росуље.

## Одлике
Ова целина захвата простор од главног планинског венца западно и јужно између изворишних облука и долинских система Дојкиначке и Јеловичке реке. Чини је главни врх Копрена, који је на српско–бугарској граници, са стеновитим одсеком према Бугарској, док је западно, у Србији пространа мало дисецирана површина са међувисинама 1840–1935 m н.в. и другим широким и нижим врхом Копрена висине 1935 m. Југозападно и јужно од нижег врха Копрена ова морфолошка целина се простире до Стражне чуке (1780 м) и од поменутог одсека на српско–бугарској граници у висинском појасу 1760-1840-1963 m захвата површину од 5,25 km. У суштини описани део Старе планине чини мањи део главног планинског венца и део развођа поменута два водотока. У морфолошком смислу, овај предео одговара високопланинском подручју са малим денивелацијама рељефа, односно са великом заступљеношћу равних или мало нагнутих површина.
У оквиру физичко–географских услова описаног простора Копрена констатовано је 13 мањих депресија или улока, међу којима спада и најпознатија депресија Понор.